# Ca l'Amigó (Santa Margarida de Montbui)
Ca l'Amigó és una obra del municipi de Santa Margarida de Montbui (Anoia) inclosa en l'Inventari del Patrimoni Arquitectònic de Catalunya.

## Descripció
Edifici de planta baixa, pis i golfes. De planta quadrada i coberta a dues aigües. Té un cos adossat amb planta semisoterrani (celler) que forma una terrassa, fruit d'una reforma, a l'altura de la planta baixa. La barana del terrat és de balustres de terracota. A la façana principal, on anteriorment hi havia un balcó, hi ha tres finestres bessones. A la planta baixa s'ha de destacar una gran llar de foc amb forn de pa i a la planta primera una gran sala central a la que s'hi obren els dormitoris (sala - alcova). I també un oratori dedicat a Sant Josep. Davant de la casa hi ha un espai enjardinat amb una pèrgola, obra del jardiner Mirambell.

## Història
Les primeres notícies documentals són del 1780. Surt documentada en el amillaramiento de l'any 1851. La finca pertany al terme de Santa Margarida de Montbui i al terme de Tous.